# Grand Corbeau
Corvus corax
Pour le groupe de rock, voir Corvus Corax
Pour les articles homonymes, voir Corvus corax (homonymie).
Espèce
Statut de conservation UICN

 LC  : Préoccupation mineure
Le Grand Corbeau (Corvus corax) est une espèce d'oiseaux de la famille des corvidés. Il est le plus grand oiseau de l'ordre des passeriformes après le corbeau corbivau, et probablement le passereau le plus lourd. Présent dans tout l'hémisphère nord, c’est l’espèce de corvidé dont l’aire de répartition est la plus étendue. Les grands corbeaux vivent généralement de 10 à 15 ans mais certains individus ont vécu 40 ans. Les juvéniles peuvent se déplacer en groupes mais les couples appariés restent ensemble pour la vie, chaque couple défendant un territoire. Huit sous-espèces ont été décrites avec de faibles différences phénotypiques ; des études récentes montrent toutefois des différences génétiques significatives entre les populations de diverses régions.
Le grand corbeau coexiste avec les humains depuis des milliers d’années et dans certaines régions il est si commun qu’il est considéré comme une espèce nuisible. Une partie de son succès est due à son régime omnivore ; le grand corbeau est extrêmement opportuniste, se nourrissant de charognes, d’insectes, de déchets alimentaires, de céréales, de baies, de fruits, d'œufs et de petits animaux. Plusieurs cas remarquables de résolution de problèmes ont été observés chez cette espèce, ce qui laisse penser que le grand corbeau est extrêmement intelligent.

## Morphologie

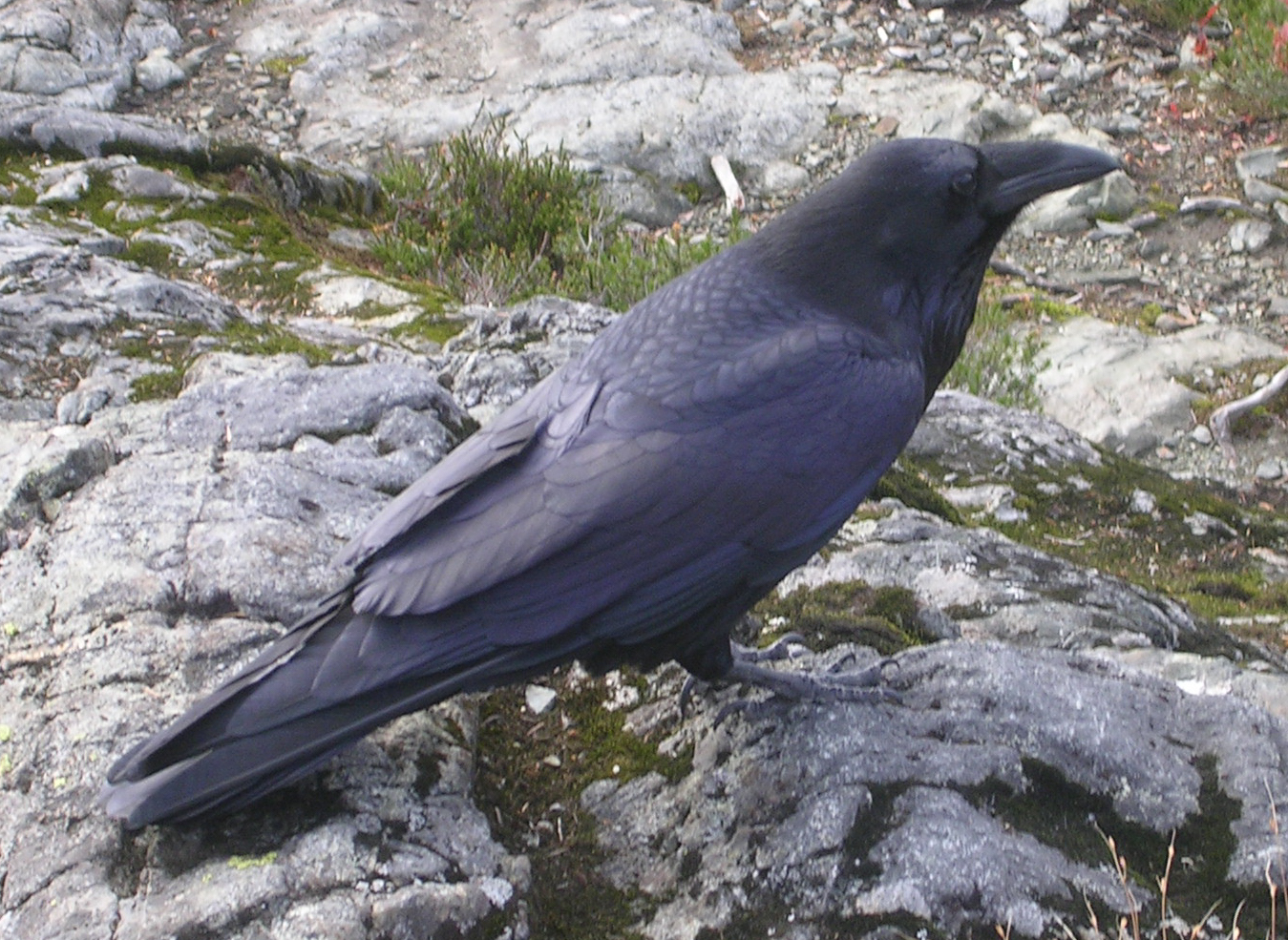
Le plumage du grand corbeau peut montrer une teinte bleue ou violette au soleil.

Un grand corbeau adulte mesure, selon les auteurs, entre 52 et 69 cm de long avec une envergure de 115 à 160 cm (en Europe : 144 à 160 cm pour le mâle et 124 à 138 cm pour la femelle). Selon le guide Ornitho de Lars Svensson, Killian Mullarney et Dan Zetterström, il mesure de 54 à 67 cm de long avec une envergure de 115 à 130 cm,. La sous-espèce Corvus corax tibetanus est la plus grande, les plus grands individus faisant jusqu'à 69 cm de long et 144 cm d'envergure. Le ratio envergure/longueur est d'environ 2,09 pour le grand corbeau. Pour exemple celui de la corneille noire est de 2,,.
Toujours selon les auteurs, son poids varie de 700 à 1 700 g, voire 2 kg. C'est le plus lourd des passereaux.
Les oiseaux des régions plus froides comme l’Himalaya et le Groenland sont généralement plus grands avec un bec légèrement plus gros, tandis que les individus des régions plus chaudes sont plus petits avec un bec proportionnellement plus petit.
Le bec est fort, noir et légèrement courbé. La queue est relativement longue, fortement graduée et cunéiforme en vol, le cou est assez massif, et l’iris est brun foncé.
Le plumage est généralement noir mais possède des reflets iridescents bleutés et violets. Les plumes de la gorge sont allongées, pointues et hérissées, et la base des plumes du cou est d’un brun gris pâle. Le plumage des jeunes est semblable à celui des adultes mais est plus terne, et leur iris est bleu gris.
En plus de sa grande taille, le grand corbeau diffère des corneilles par son bec plus fort et épais, les plumes de la gorge allongées et ébouriffées, et la queue en losange.

## Comportement

### Alimentation

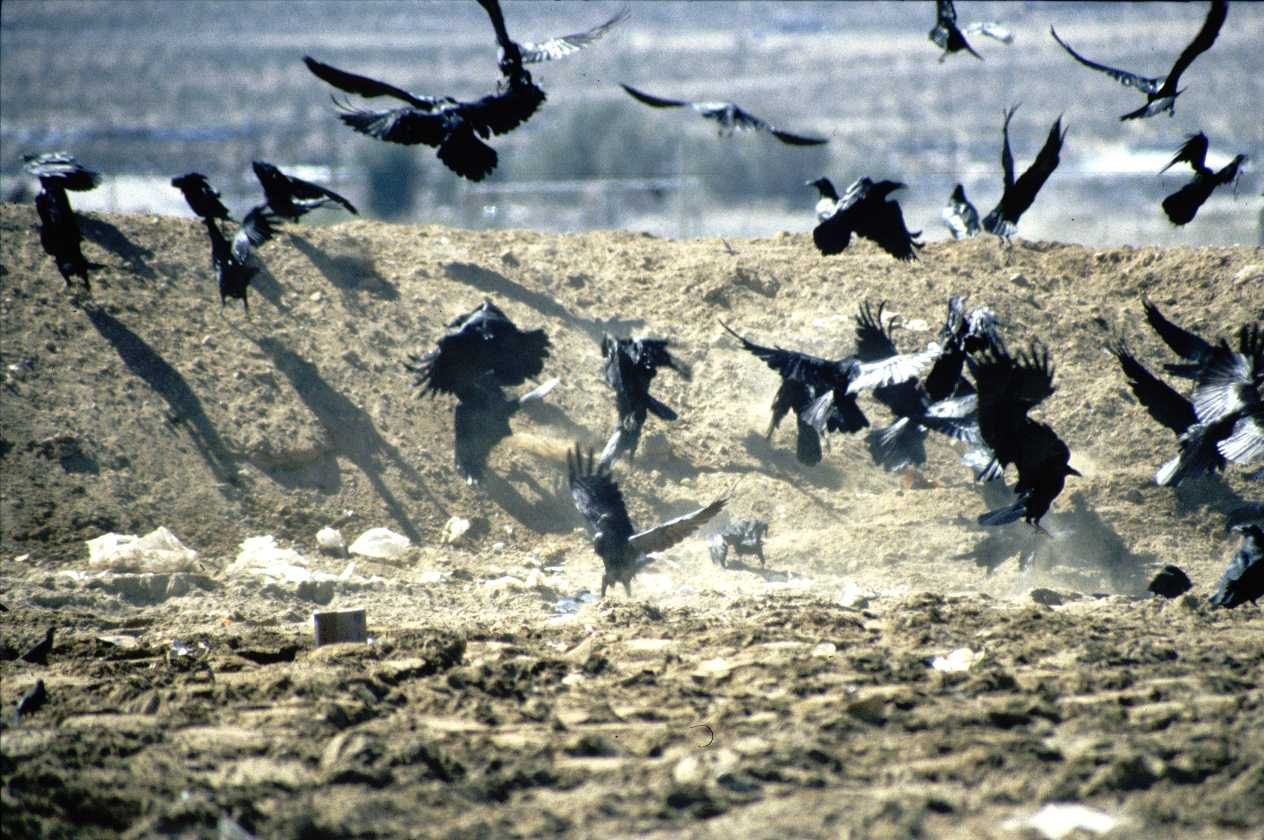
Grands Corbeaux se nourrissant dans une décharge.

Le grand corbeau est omnivore et opportuniste : son régime alimentaire varie selon le lieu, la saison et ce qu'il trouve par hasard. Par exemple, le régime alimentaire des grands corbeaux nichant près des décharges présente un pourcentage plus élevé de déchets, ceux nichant près des routes consomment plus de vertébrés victimes de collisions et ceux nichant loin de ces sources de nourriture consomment plus d'arthropodes et de plantes[réf. nécessaire].
En certains endroits, ils sont majoritairement nécrophages, se nourrissant de carcasses et des asticots et silphidés associés. Par exemple, dans la toundra du versant nord de l'Alaska, les corbeaux satisfont environ la moitié de leurs besoins énergétiques grâce à la prédation (surtout de petits rongeurs du genre Microtus) et l’autre moitié provient de nécrophagie (surtout de carcasses de caribou et de lagopèdes).
Leur alimentation végétale comprend les céréales, les baies et les fruits. Ils chassent les petits invertébrés, les amphibiens, les reptiles, les petits mammifères et oiseaux. Toutefois, une étude menée de 1984 à 1986 sur le régime des grands corbeaux dans le sud-ouest de l'Idaho (une région agricole) montra que les céréales étaient la composante principale des pelotes de réjection, bien que des petits mammifères, des sauterelles, des carcasses de bovins et des oiseaux aient également été consommés. Ils emmagasinent les surplus de nourriture, surtout de celle contenant du gras, et les dissimulent hors de vue des autres corbeaux. Ils pillent les caches de nourriture des autres espèces comme le renard arctique. En hiver, ils peuvent également s’associer avec un autre canidé, le loup gris, en tant que cleptoparasite et le suivent pour se nourrir des carcasses.
Ils peuvent également consommer les parties non digérées des matières fécales animales. Le succès des nichées est plus élevé chez les individus qui utilisent des déchets comme source de nourriture.

### Relations sociales et intelligence

#### Intelligence
Le grand corbeau possède l’un des plus gros cerveaux de toutes les espèces d’oiseau. Plus spécifiquement, son pallium est volumineux. Il fait également preuve de plusieurs compétences telles que la résolution de problème ainsi que d’autres processus cognitifs comme l’imitation et l’intuition.
Une expérience conçue pour évaluer l’intuition et la résolution de problèmes présentait un morceau de viande attaché à une corde qui pendait d’un perchoir horizontal. Pour atteindre la viande, l’oiseau devait se tenir sur le perchoir, tirer la corde en plusieurs étapes et tenir la corde à chaque étape afin de la raccourcir. Quatre des cinq Grands Corbeaux réussirent effectivement l’épreuve, et la transition depuis l’absence de succès (ignorer la nourriture ou simplement tirer sur la corde) jusqu’à un succès constant et prévisible (amener la viande jusqu’au perchoir) se fit sans apprentissage apparent.
Le grand corbeau est connu pour voler et cacher des objets brillants comme des galets, des morceaux de métal et des balles de golf. Une hypothèse est que ce comportement servirait à impressionner les autres corbeaux. D’autres études indiquent que les jeunes corbeaux sont curieux envers toute chose nouvelle et que leur attrait pour les objets ronds et brillants serait fondé sur leur similitude avec des œufs. Les adultes perdent cet intérêt intense pour l’inhabituel et deviennent néophobes.
Récemment, les chercheurs ont reconnu que les oiseaux jouent. Les jeunes grands corbeaux sont parmi les plus joueurs des espèces d’oiseaux. Ils ont été observés glissant le long des bancs de neige, apparemment pour le simple plaisir. Ils jouent même avec d’autres espèces, par exemple à chat avec des loups et des chiens. Le grand corbeau est connu pour ses acrobaties aériennes spectaculaires, comme les loopings.

#### Relations intraspécifiques

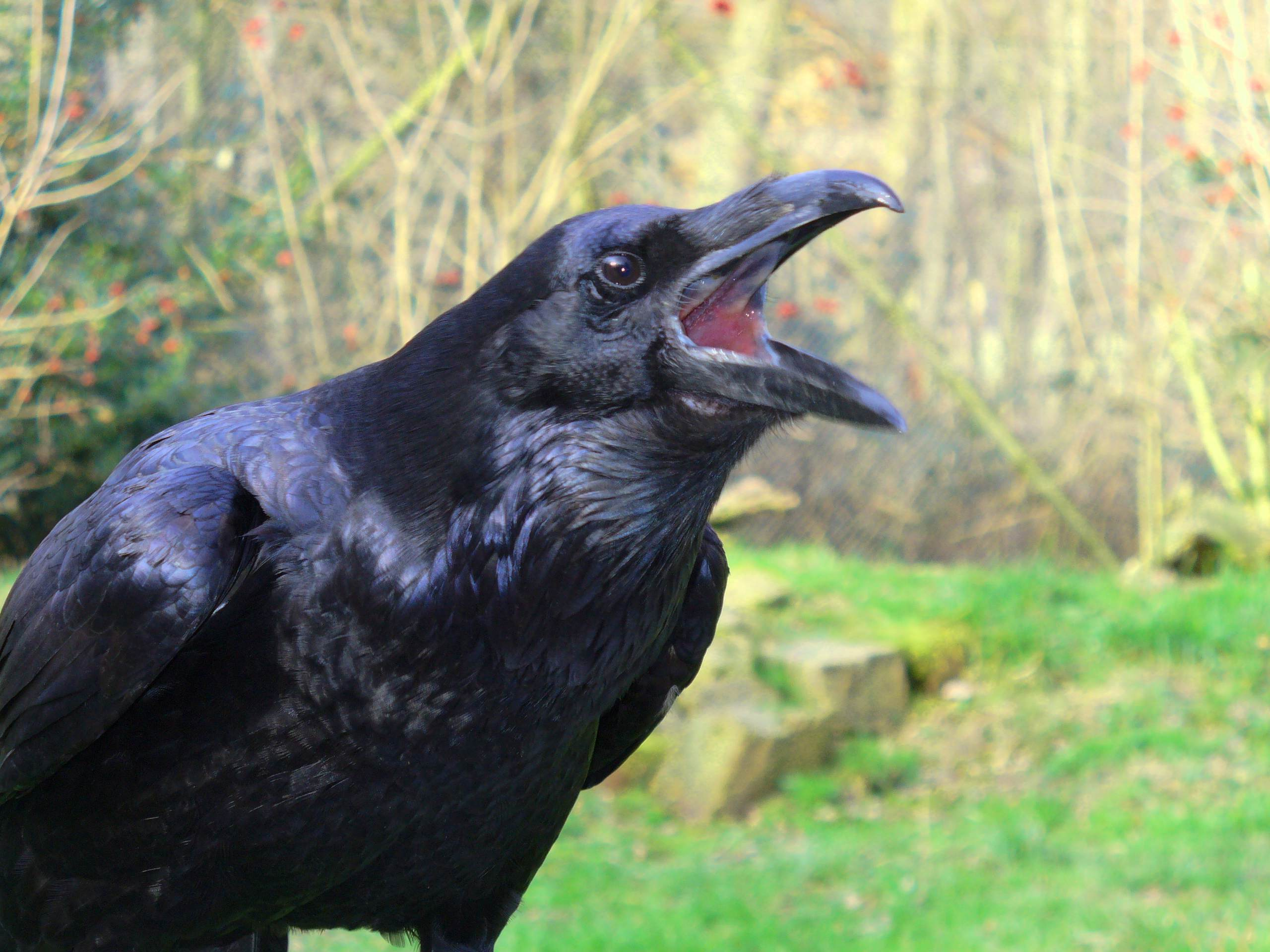
Grand Corbeau émettant un cri

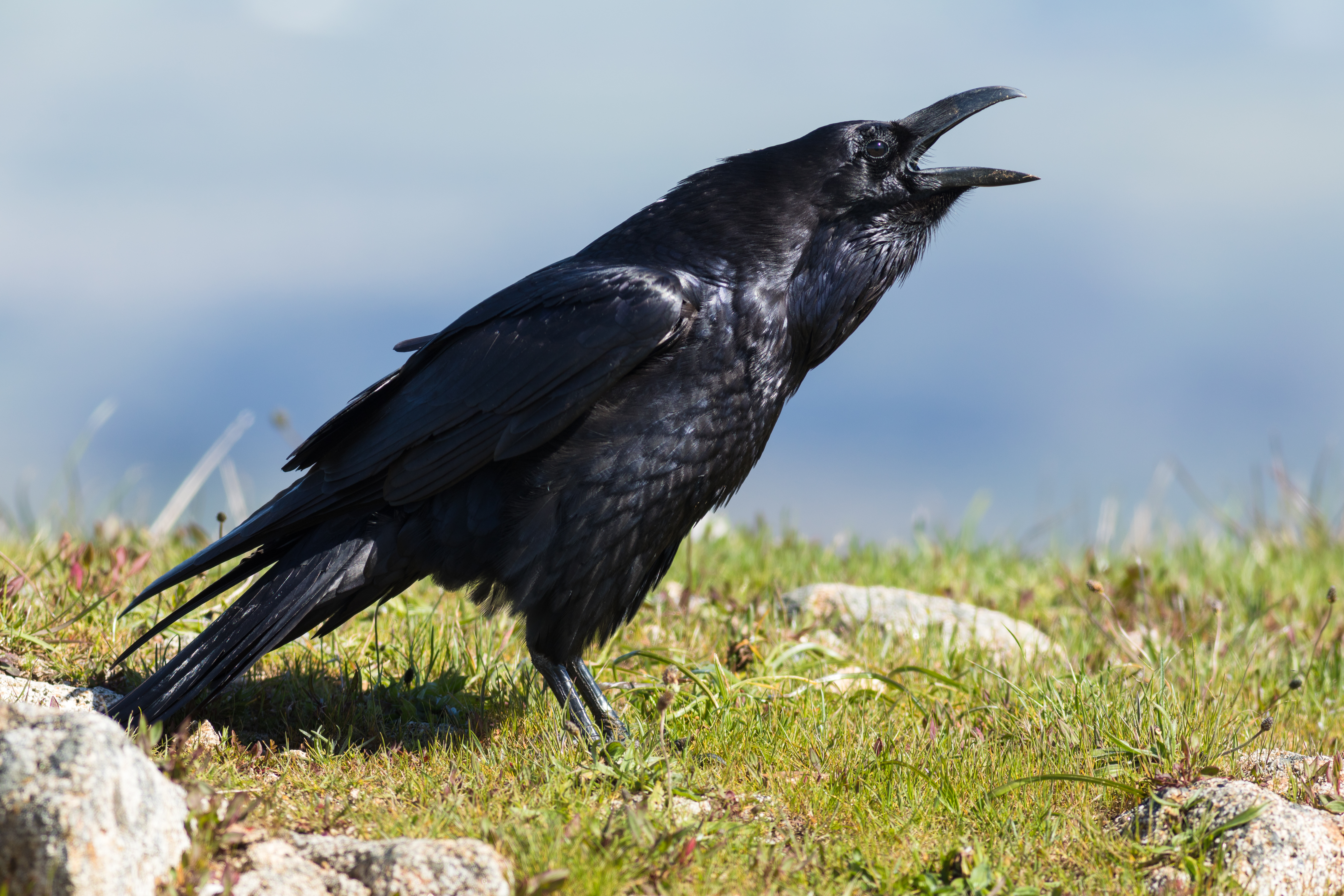
Un grand corbeau (ici, corvus corax sinuatus), émettant ses vocalises ; à Point Reyes National Seashore. Mars 2018.

Cette espèce possède un cri caractéristique « rrok-rrok », profond et caverneux, qui diffère de celui des autres corvidés. Son vocabulaire complexe inclut un « toc-toc-toc », un « kraa » sec et rocailleux, un croassement guttural et bas ainsi que plusieurs cris de nature presque musicale,.
Tout comme les autres corvidés, le grand corbeau peut imiter les sons de son environnement, y compris la voix humaine. Il possède un large éventail de vocalisations qui continuent d’intéresser les ornithologues. Gwinner a conduit plusieurs études au début des années 1960, enregistrant et photographiant ses résultats de façon détaillée.
De 15 à 30 catégories de vocalisation ont été notées chez cette espèce, la plupart étant utilisée lors des interactions sociales. Les cris étudiés comprennent les cris d’alarme, les cris de vol et les cris de poursuite. Le grand corbeau produit également des sons non vocaux dont des sifflements d’ailes et des claquements de bec. Les clappements et les claquements ont été entendus plus souvent chez les femelles que chez les mâles. Si le membre d’un couple est introuvable, son partenaire imite ses cris pour encourager son retour.
Un comportement utilisé par les jeunes individus est le « recrutement » : de jeunes corbeaux dominants appellent à grands cris d'autres corbeaux auprès de sources importantes de nourriture (habituellement une carcasse). Bernd Heinrich émet l’hypothèse que l’acquisition de ce comportement aurait permis aux juvéniles d’être plus nombreux que les adultes, leur permettant ainsi de se nourrir des carcasses sans en être chassés. Une explication plus conventionnelle suggère que les individus coopèrent en échangeant de l’information sur les carcasses des grands mammifères parce qu'elles sont trop grosses pour quelques individus seulement.
Les corbeaux observent l’endroit où d’autres grands corbeaux cachent leur nourriture et s'en souviennent, ce qui leur permet d’y voler la nourriture. Ce type de vol est si fréquent que les individus parcourent de plus grandes distances pour trouver de meilleures caches pour leur propre nourriture. Il a également été noté que les grands corbeaux font semblant de construire des caches sans pour autant y déposer de nourriture, probablement pour tromper les autres corbeaux.

#### Relations interspécifiques
Outre les jeux mentionnés dans le paragraphe « intelligence », les grands corbeaux ont été observés manipulant d’autres animaux pour qu'ils travaillent pour eux, par exemple en appelant des loups et des coyotes sur le site d’une charogne. Les canidés ouvrent alors la charogne, ce qui la rend plus accessible aux corbeaux.

### Reproduction

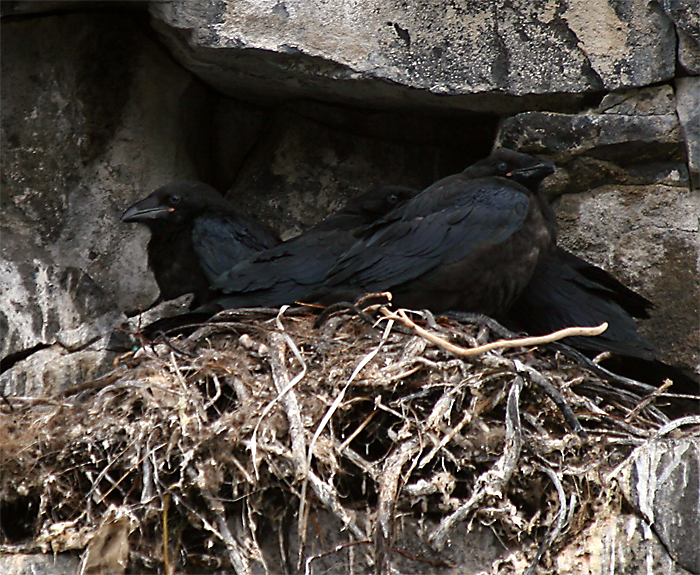
Jeunes au nid - Hvítserkur, Islande

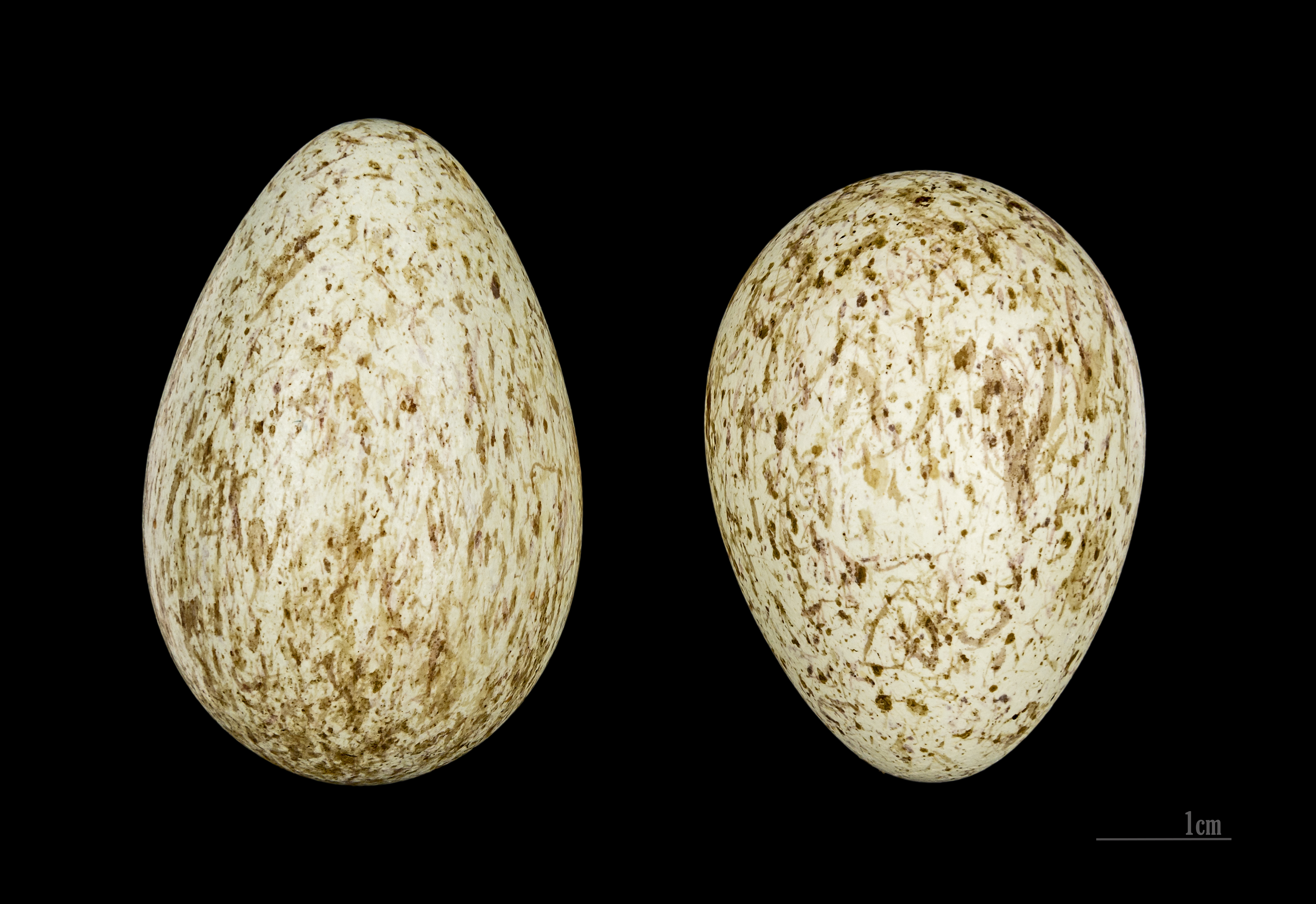
Œufs de Corvus corax MHNT

Les juvéniles commencent les rituels d’appariement à un jeune âge, mais ne s’apparieront pas avant deux ou trois ans. Les acrobaties aériennes, les comportements démontrant l'intelligence et les capacités à obtenir la nourriture sont des comportements clés de la parade nuptiale. Une fois appariés, les membres d’un couple ont tendance à nicher ensemble pour la vie, généralement dans le même lieu. L’infidélité a été observée chez le grand corbeau lorsque des mâles ont visité le nid de femelles dont le partenaire était absent.
Les couples doivent posséder un territoire avant de commencer la construction du nid et la reproduction, ils défendent donc avec acharnement un territoire et ses ressources. La taille des territoires de nidification varie selon la densité des sources de nourriture de la région. Le nid est une coupe profonde faite de branches et de brindilles maintenues ensemble grâce à une couche interne de racines, de boue et d’écorce. L’intérieur est recouvert de matériaux plus doux comme la fourrure de cerf. Le nid est habituellement placé dans un grand arbre, sur une saillie rocheuse ou, moins fréquemment, sur de vieux immeubles ou des poteaux électriques.
Les femelles pondent de 3 à 7 œufs d’un bleu vert pâle, tachetés de brun et de noir, de manière plus dense vers le gros bout. Ils sont de forme allongée, légèrement piriforme, et leur taille a pour valeurs extrêmes : 42,5 à 63,0 mm × 29,0 à 42,5 mm. Dans la majeure partie de leur aire de répartition, la ponte commence fin février. Sous les climats plus froids, les œufs sont pondus plus tard, c'est-à-dire en avril au Groenland et au Tibet. Au Pakistan, la ponte a lieu en décembre. Seule la femelle couve et l’incubation dure de 18 à 21 jours. Cependant, le mâle peut se placer ou s’accroupir au-dessus des oisillons, les abritant sans toutefois les couver. Les juvéniles quittent le nid de 35 à 42 jours après l’éclosion et sont nourris par les deux parents. Ils demeurent avec leurs parents pendant six mois après l’envol initial.
Le grand corbeau peut vivre longtemps, surtout en captivité ou lorsqu'il est protégé ; des individus de la Tour de Londres ont vécu plus de 40 ans. La longévité en milieu naturel est considérablement plus courte : généralement de 10 à 15 ans. L’individu sauvage bagué le plus âgé avait 13 ans.

## Répartition et habitat

### Habitat

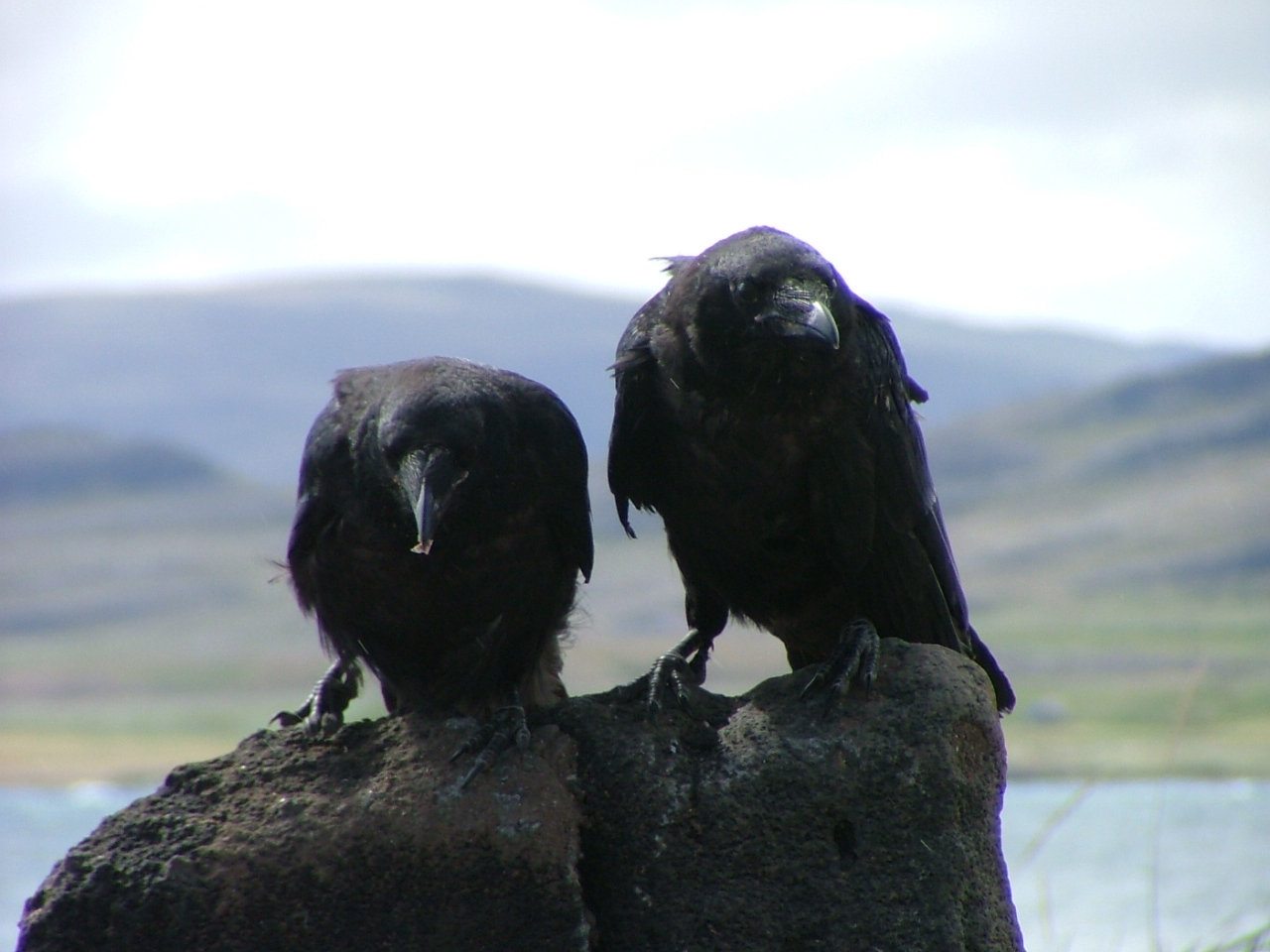
Deux juvéniles en Islande.

La plupart des grands corbeaux préfèrent les zones côtières ou les zones boisées avec de grandes étendues adjacentes de milieux ouverts pour nicher et se nourrir. Dans certaines régions avec de fortes concentrations de populations humaines comme la Californie aux États-Unis, ils ont tiré avantage des sources abondantes de nourriture et leur nombre a augmenté.

### Répartition

Distribution géographique du Grand Corbeau, en rouge.

Le grand corbeau est capable de prospérer sous de nombreux climats : parmi les corvidés, son aire de répartition est la plus étendue,. Son aire de répartition s’étend dans tout l'Holarctique, de l’Arctique et des habitats tempérés de l'Amérique du Nord et de l’Europe, jusqu’aux déserts de l'Afrique du nord, et aux îles du Pacifique. Dans les Îles Britanniques, il est plus commun en Écosse, au nord de l’Angleterre et à l’ouest de l’Irlande. Au Tibet, il a été observé à des altitudes de 5 000 m et même jusqu’à 6 350 m sur l'Everest.

### Migration
Le grand corbeau est généralement un résident permanent dans toute son aire de répartition excepté en Arctique. Les jeunes individus peuvent se disperser localement.

## Systématique
Le grand corbeau a été l’une des nombreuses espèces décrites par Linné au XVIIIe siècle dans Systema Naturae. D’ailleurs, il porte toujours le protonyme Corvus corax attribué par Linné. C’est l’espèce type du genre Corvus, dérivé du mot latin pour corbeau. Le nom de l’espèce, du latin corax signifiant « corbeau », vient du mot grec κόραξ / kórax désignant le même oiseau. Le nom corbeau a été utilisé pour décrire plusieurs espèces (souvent de grande taille) du genre Corvus, bien que celles-ci ne soient pas nécessairement proches parentes de Corvus corax. Certaines, telles que le corbeau d'Australie et celui  de Tasmanie, sont plus proches des autres corneilles australiennes. Le corbeau décrit par Linné est maintenant nommé grand corbeau. La femelle est aussi appelée « corbeau ».

### Liste des sous-espèces
Les plus proches parents du grand corbeau sont le corbeau brun (C. ruficollis) et le corbeau pie (C. albus) en Afrique ainsi que le corbeau à cou blanc (C. cryptoleucus) au sud-ouest de l'Amérique du Nord. Huit sous-espèces sont reconnues :
- Corvus corax corax Linnaeus, 1758 (type pour l’espèce). Son aire de répartition s’étend de l’Europe jusqu’au lac Baïkal vers l’est et vers le sud jusqu’au nord de l’Iran et à la région du Caucase. Il possède un bec relativement court et arqué ;
- Corvus corax kamtschaticus Dybowski, 1883 est présent au nord-est de l’Asie et s’intègre à C. c. corax dans la région du lac Baïkal. La taille est intermédiaire entre C. c. principalis et C. c. corax. Le bec est plus grand et plus épais que celui de la sous-espèce type ;
- Corvus corax principalis Ridgway, 1887 est présent au nord de l'Amérique du Nord et au Groenland. Le corps est grand et il possède le plus grand bec, le plumage est fortement lustré et les plumes de la gorge sont bien développées ;
- Corvus corax sinuatus Wagler, 1829 est présent dans les régions du sud et du centre des États-Unis et en Amérique centrale. Il est plus petit avec un bec plus petit et plus étroit que C. c. principalis. La population des îles Revillagigedo a été considérée comme une sous-espèce (clarionensis) mais cela n’est habituellement pas accepté ;
- Corvus corax subcorax Severtsov, 1873. Son aire de répartition s’étend de la Grèce vers l’est jusqu’au nord-ouest de l’Inde, de l'Asie centrale et de l’ouest de la Chine sans toutefois occuper la région de l’Himalaya. Cette sous-espèce est plus grande que C. c. corax mais possède des plumes relativement courtes à la gorge. Le plumage est généralement noir, bien que le cou et la poitrine montrent une teinte brune semblable au plumage du corbeau brun ; cette teinte est plus visible lorsque les plumes sont usées. Les plumes du cou, bien que de couleur variable, sont souvent presque blanchâtres à leur base ;
- Corvus corax tibetanus Hodgson, 1849 est présent en Himalaya. C’est la plus grande et la plus lustrée des sous-espèces avec les plus longues plumes à la gorge. Le bec est grand mais moins imposant que celui de C. c. principalis et la base des plumes du cou est grise ;
- Corvus corax tingitanus Irby, 1874 est présent en Afrique du nord et aux îles Canaries. C’est la plus petite sous-espèce avec les plus courtes plumes à la gorge et un plumage lustré caractéristique. Le bec est court mais épais et le culmen est fortement arqué. Avec l’usure, le plumage devient brun foncé sur la tête et le corps ;
- Corvus corax varius Brünnich, 1764. Cette sous-espèce est présente en Islande et aux îles Féroé. Le plumage est moins lustré que C. c. corax, la taille est intermédiaire et la base des plumes du cou sont blanchâtres (non visible à distance). Une forme polymorphe éteinte présentait un plumage en partie blanc, se trouvait uniquement aux îles Féroé et y était connue sous le nom de pied raven.

D'autres sous-espèces ont été suggérées dont :
- Corvus corax canariensis Hartert & Kleinschmidt, 1901 ;
- Corvus corax clarionensis Rothschild & Hartert, 1902 ;
- Corvus corax hispanus Hartert & Kleinschmidt, 1901 ;
- Corvus corax laurencei Hume, 1873 ;
- Corvus corax sardus Kleinschmidt, 1903 ; comparé à la sous-espèce type C. c. corax, il a le bec plus gros, comprimé et recourbé, est légèrement plus petit et vit en Corse et en Sardaigne.

## Histoire évolutive

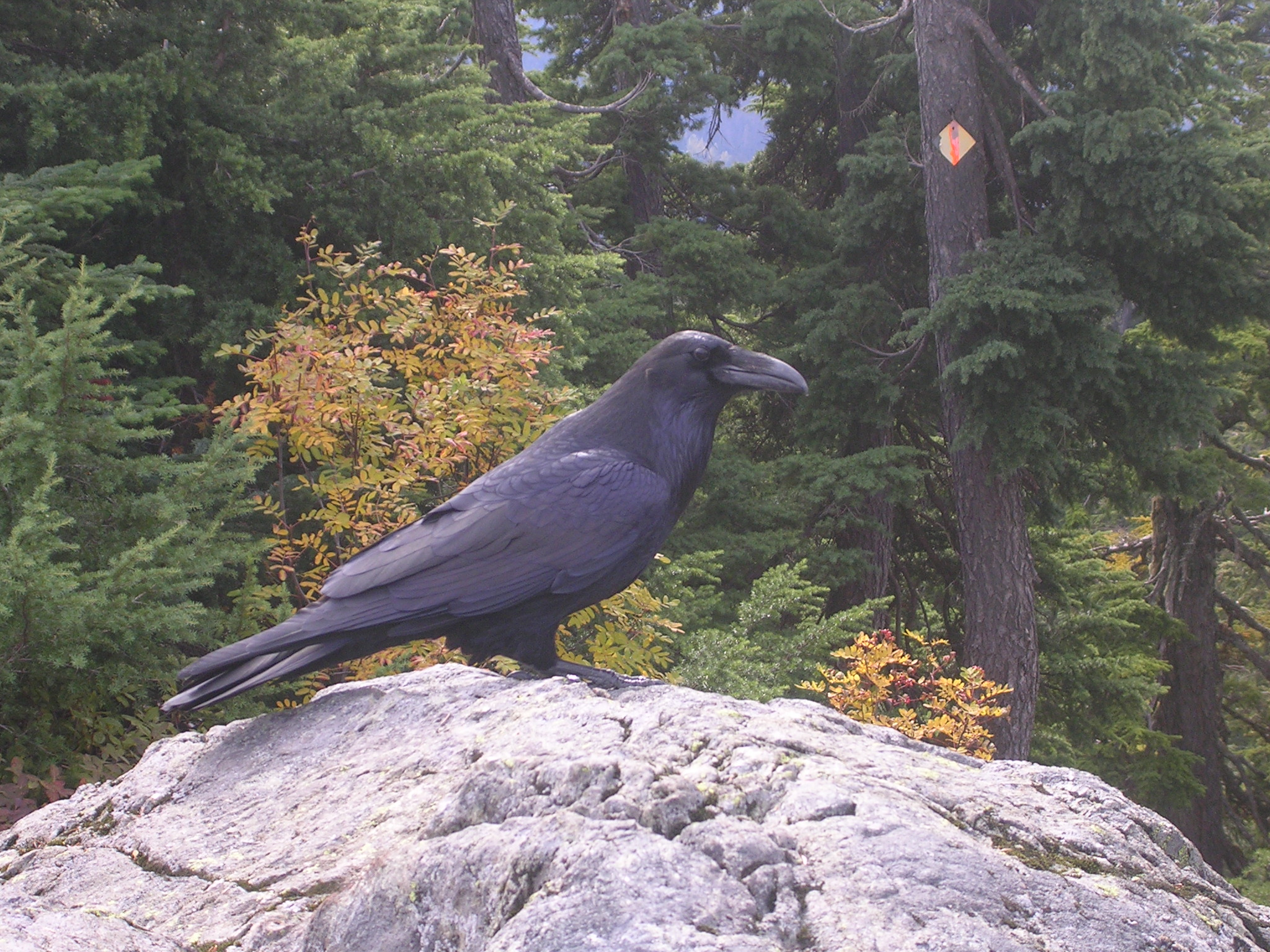
Grand Corbeau en Colombie-Britannique.

Le grand corbeau a évolué dans l'ancien Monde pour traverser le pont terrestre de la Béringie jusqu’en Amérique du Nord. Des analyses génétiques récentes sur l’ADN de grands corbeaux provenant de différentes régions du monde ont montré que les oiseaux pouvaient être classifiés en au moins deux clades : un clade californien, présent uniquement au sud-ouest des États-Unis, et un clade holarctique, présent dans le reste de l'hémisphère nord. Les individus des deux clades se ressemblent physiquement mais les groupes sont génétiquement distincts et ont commencé à diverger il y a environ deux millions d’années,.
En se fondant sur l'ADN mitochondrial, ces résultats montrent que les grands corbeaux du reste des États-Unis sont plus apparentés aux individus de l’Europe et de l’Asie qu’à ceux du clade californien. De plus, les individus du clade californien sont plus apparentés au corbeau à cou blanc (C. cryptoleucus) qu’aux grands corbeaux du clade holarctique. Par contre, les corbeaux du clade holarctique sont plus proches parents du corbeau pie (C. albus) que des individus du clade californien. Ainsi, l’espèce grand corbeau telle que traditionnellement définie est considérée comme paraphylétique.
Une hypothèse avancée pour expliquer ces résultats surprenants est que les grands corbeaux se seraient établis en Californie il y a au moins deux millions d’années et auraient divergé des individus d’Europe et d’Asie pendant une ère glaciaire. Il y a un million d’années, un groupe du clade californien aurait évolué en une autre espèce, le corbeau à cou blanc. D’autres individus du clade holarctique auraient recolonisé plus tard l’Amérique du Nord à partir de l’Asie, peut-être en même temps que les humains. Une solution taxonomique serait de considérer au moins C. c. sinuatus comme une espèce distincte. En fait, cette sous-espèce est intermédiaire en de nombreux points entre le grand corbeau et le corbeau à cou blanc. De plus, elle a déjà été considérée comme assez distincte pour recevoir un nom vernaculaire distinct au début du XXe siècle. La question de savoir si sinuatus devrait être rattachée au corbeau à cou blanc pourrait être résolue par des études sur le transfert génétique et sur le déplacement écologique[réf. nécessaire].
Une étude récente de l’ADN du grand corbeau montre que les individus de la sous-espèce C. c. tingitanus diffèrent significativement au niveau génétique du reste du clade holarctique. Cette sous-espèce est présente uniquement en Afrique du Nord et aux îles Canaries. Cette étude montre également que les individus C. c. tingitanus ne se reproduisent pas avec les autres sous-espèces.
Il est notable que le corbeau brun et le corbeau d'Édith en Afrique semblent être les descendants du groupe grand corbeau - corbeau pie. Ce groupe semble avoir évolué de façon parallèle sous plusieurs aspects (surtout écologiques) avec les corbeaux à cou blanc et les individus de la sous-espèce C. c. sinuatus. Ainsi, indépendamment de l’éventuel statut taxonomique utilisé, il semble que le groupe ancestral du grand corbeau (et, dans une plus faible mesure, du corbeau pie) ait tendance à s’étendre vers des climats plus arides et subtropicaux à partir des régions humides et tempérées, cette situation donnant lieu à des lignées distinctes. Si on considère la spécificité de C. c. tingitanus, une telle évolution parallèle des corbeaux adaptés à un climat méditerranéen se serait produite quatre fois à partir du moment où le grand corbeau et le corbeau pie n’étaient pas encore séparés[réf. nécessaire].

## Relations avecHomo sapiens

### Dressage

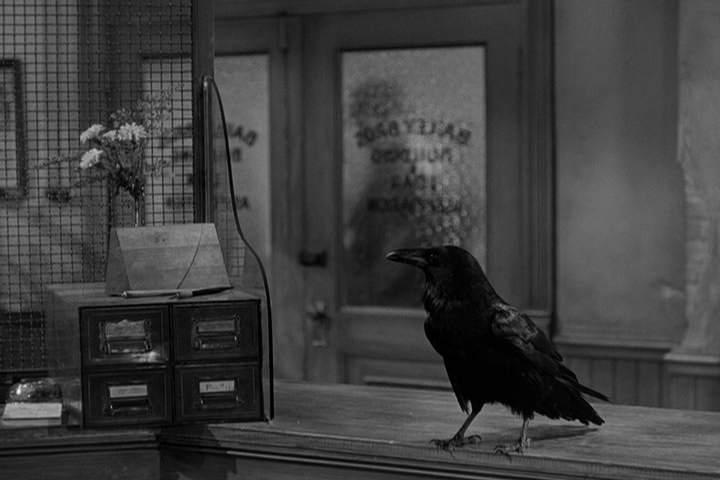
Jimmy dans La vie est belle.

Jimmy est un grand corbeau dressé qui est apparu dans plus de 1000 films des années 1930 aux années 1950. Parmi ses rôles les plus connus figurent celui du corbeau de l'oncle Billy dans La vie est belle de Frank Capra en 1946 et celui du corbeau qui s'est posé sur l'épouvantail dans Le Magicien d'Oz de Victor Fleming en 1939.

### Conservation et gestion des populations

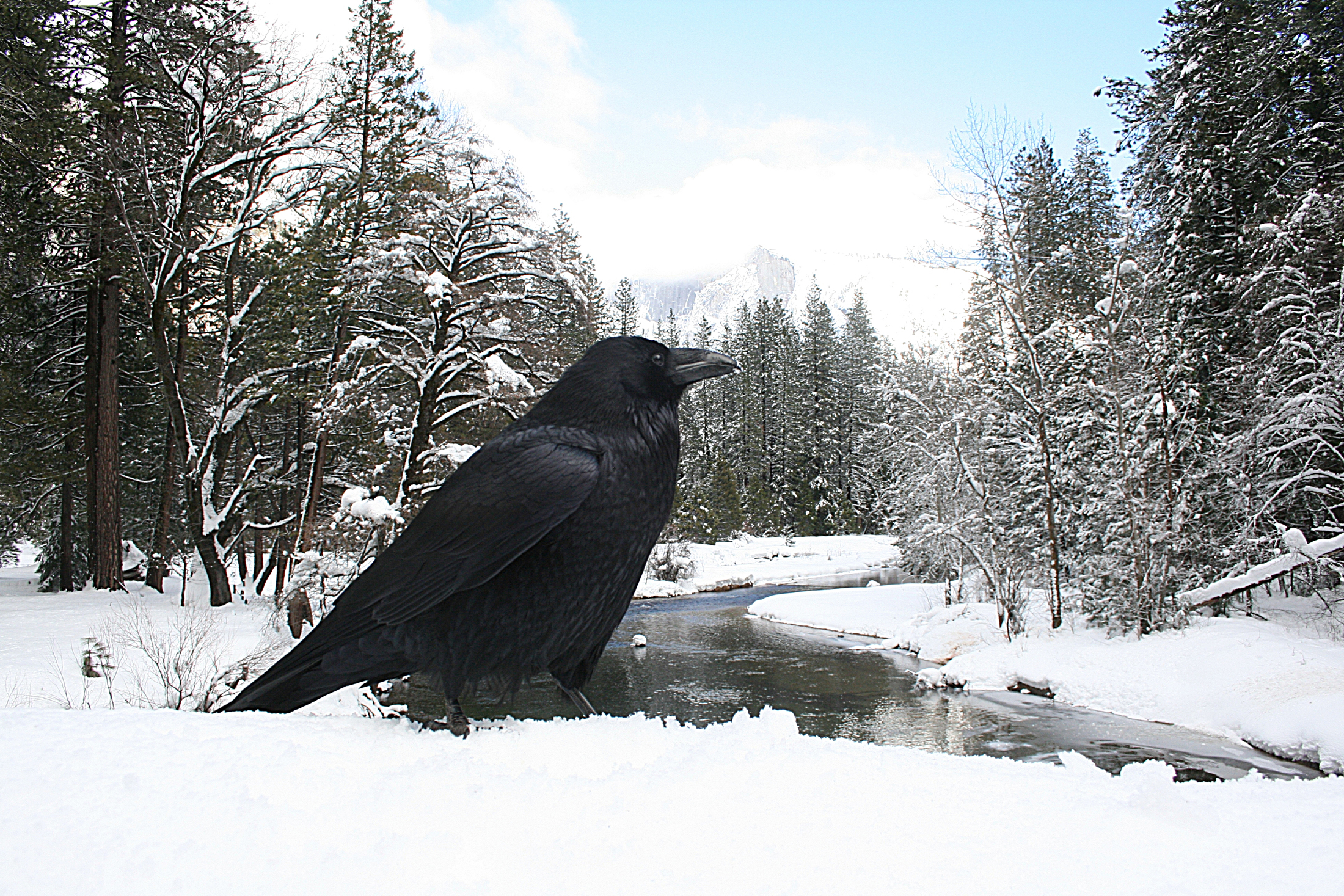
Grand Corbeau et Half Dome.

L’aire de répartition du grand corbeau est étendue et l’espèce n’est pas en danger d’extinction. Dans certaines régions, il y a eu des déclins localisés causés par la perte d’habitat et les persécutions. Le grand corbeau peut causer des dommages aux cultures de noix et de céréales et peut nuire au bétail. En particulier, il peut tuer chevreaux, agneaux et veaux. Les corbeaux attaquent généralement la tête du jeune bétail mais leur comportement charognard, plus commun, peut être identifié à tort comme de la prédation par les propriétaires de ranch.
À l’ouest du désert des Mojaves, la colonisation humaine et le développement des terres ont mené à une multiplication des populations de Grand Corbeau par un facteur estimé à 16 en 25 ans. Les villes, les décharges, les lacs artificiels et les stations d’épuration créent des sources de nourriture et d’eau pour les oiseaux. Les corbeaux utilisent également les poteaux électriques et les arbres ornementaux comme sites de nidification et sont attirés par les animaux victimes de collision sur les autoroutes. La forte augmentation de la population du désert des Mojaves a accru les préoccupations concernant la tortue du désert, une espèce menacée. Le grand corbeau est un prédateur des juvéniles de cette espèce, à la carapace molle et qui se déplace lentement.
Le contrôle des populations de grands corbeaux passe par le piégeage, la chasse ainsi que l’établissement de contacts avec les gestionnaires des décharges afin que ceux-ci réduisent la quantité de déchets exposés. Historiquement, des primes de chasse étaient attribuées pour inciter au contrôle des populations en Finlande du milieu du XVIIIe siècle jusqu’en 1923. L’abattage a eu lieu de façon limitée en Alaska, où l’augmentation de la population des grands corbeaux menace l'Eider de Steller (Polysticta stelleri), une espèce vulnérable.
Souvent considéré par les autorités comme un prédateur nuisible capables de menacer les populations de certaines espèces d'oiseaux sauvages ou domestiques, le grand corbeau est l'objet de campagnes d'élimination (par tirs, piégeage). Pourtant, l'effet de la prédation de ce corvidé sur ses proies potentielles est globalement limité.

### Statuts de protection
En droit français, le Grand Corbeau, le Crave à bec rouge et le Chocard à bec jaune sont protégés au titre de la loi de protection de la nature (art. L. 211-1 du code rural) par l'arrêté du 17 avril 1981.

## Références culturelles

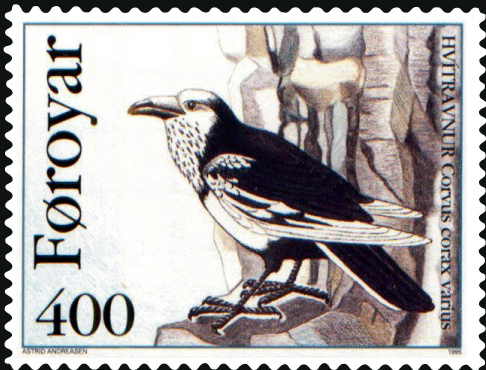
Grand Corbeau (C. c. varius) sur un timbre postal des îles Féroé FR 276.